# Kui-Buri-Bambusotter
Die Kui-Buri-Bambusotter (Trimeresurus kuiburi) ist eine Vipernart aus der Gattung der Bambusottern, die in Thailand endemisch ist.

## Merkmale

### Körpergröße und -farbe
Die maximal beobachtete Kopf-Rumpf-Länge der Kui-Buri-Bambusotter beträgt 45,1 cm. Bei Weibchen macht die Schwanzlänge zwischen 13,3 und 13,5 % der Gesamtlänge aus. Der Hemipenis der Männchen ist papillös und relativ lang im Vergleich zu anderen Bambusottern.
Die Körperfarbe ist dorsal dunkelgrün und weist etwa 62 unregelmäßige dunkelrote bis violette Querbänder auf. Diese sind etwa zwei Schuppen breit, aber schmaler an den Flanken der Bambusotter. Auf Höhe der Wirbelsäule sind die Streifen etwa eine Schuppe voneinander entfernt. Entlang der Wirbelsäule (Vertebralia) verläuft zudem bei Männchen eine weit unterbrochene Linie aus weißen Flecken, bei der die einzelnen Flecken je fünf bis sechs Schuppen voneinander entfernt liegen. Die äußerste dorsale Schuppenreihe weist je Schuppe einen weißen, ovalen Fleck auf und bildet einen Lateralstreifen der vom Nacken bis zur Schwanzspitze entlang des Körpers verläuft. Die meisten dieser Schuppen haben zudem auch einen kleineren, roten Punkt, sodass sich ebenfalls eine rote Punktlinie entlang des Körpers zeigt. Oberhalb des weißen Streifens ist der Schwanz rot gefärbt. Die Kopfoberseite ist vom Grundton ähnlich dunkelgrün gefärbt wie der Rumpf mit vielen teilweise oder gänzlich dunkelroten Schuppen, die sich hauptsächlich auf der Schnauze und an den interorbitalen, temporalen und occipitalen Bereichen befinden. Ein weißer Streifen liegt bogenförmig unter dem Auge und führt weiter vom siebten bis zum letzten Supralabiale (Oberlippenschild). Dieser ist bei Männchen deutlich zu sehen, wohingegen er bei Weibchen nur sehr blass ausfällt. Die Infralabialia (Unterlippenschilde) sind grün und weiß und die Unterseite des Kopfes überwiegend weiß. Die Ventralia (Bauchschuppen) sind blassgrün und heller als der dorsale Grundton. Die Iris ist kupferfarben und die schwarzen Pupillen haben eine vertikale, längliche Form.

### Pholidose
Die Beschuppung (Pholidose) weist 19 dorsale Schuppenreihen am Rumpf auf sowie 164 bis 166 Ventralia bei Männchen bzw. 164 bis 171 bei Weibchen und 63 bis 65 Subcaudalia (Unterschwanzschuppen) bei Männchen bzw. 51 bis 53 bei Weibchen.

### Unterscheidung von ähnlichen Arten
| Merkmal                          | T. kuiburi                         | T. kanburiensis                                               | T. venustus                        |
| -------------------------------- | ---------------------------------- | ------------------------------------------------------------- | ---------------------------------- |
| Max. Kopf-Rumpf-Länge (mm)       | 451                                | 582                                                           | 486                                |
| Ventralia                        | 164–171                            | 170–178                                                       | 166–181                            |
| Subcaudalia                      | 63–65 (m) 51–53 (w)                | 59 (m) 41–51 (w)                                              | 63–72 (m) 50–66 (w)                |
| Suborbitaler Streifen (Männchen) | konkav                             | gerade                                                        | gerade                             |
| Dorsale Körperfarbe              | dunkelgrün mit dunkelroten Bändern | olivfarben/grau mit dunklen, olivfarbenen bis braunen Bändern | dunkelgrün mit dunkelroten Bändern |
| Ventrale Körperfarbe             | blassgrün                          | weißlich                                                      | blassgrün                          |

Die Art lässt sich leicht durch ihre rot-grüne Musterung von den meisten anderen Bambusottern unterscheiden. Innerhalb der Cryptelytrops-Gruppe zeigen nur zwei weitere Arten, die in Thailand vorkommen, ebenfalls ein Muster aus Querbändern: die Kanburi-Bambusotter (T. kanburiensis) und die Bunte Bambusotter (T. venustus). Das Verbreitungsgebiet der Kanburi-Bambusotter liegt etwa 300 km nordwestlich in Sai Yok in der Provinz Kanchanaburi und das der Bunten Bambusotter etwa 180 km südwestlich des Verbreitungsgebiets der Kui-Buri-Bambusotter. Ein Unterscheidungsmerkmal zur Bunten Bambusotter ist bei Männchen der weiße Streifen unterhalb der Augen, der bei diesen geradlinig anstatt konkav verläuft. Die unterbrochene vertabrale, weiße Linie, die bei Männchen der Kui-Buri-Bambusotter auftritt, fehlt zudem bei der Bunten Bambusotter. Die Bunte Bambusotter hat darüber hinaus für gewöhnlich 21 anstatt 19 dorsale Schuppenreihen.

Ähnliche Arten in Thailand
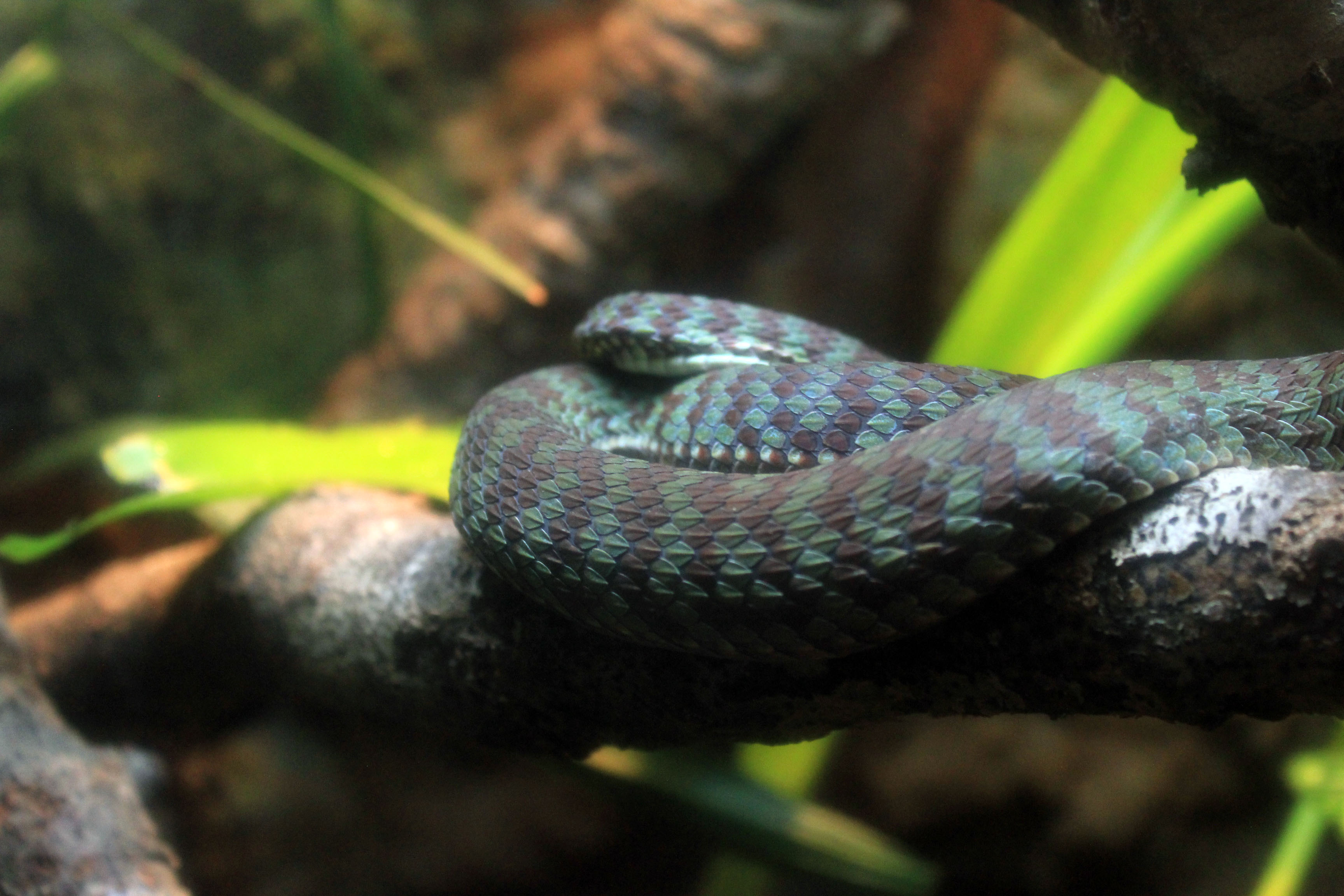
Kanburi-Bambusotter (T. kanburiensis)
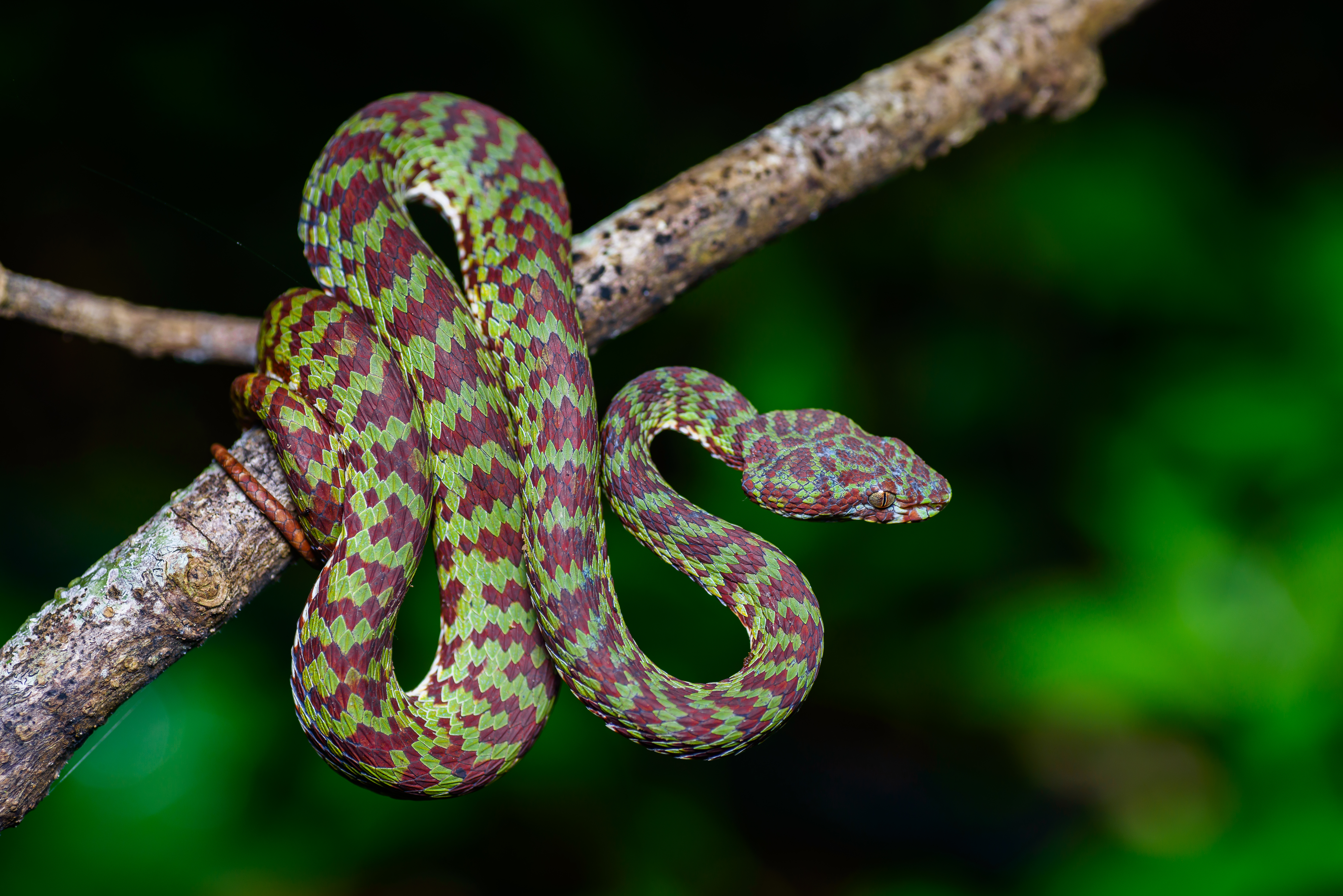
Bunte Bambusotter (T. venustus)

## Lebensweise
T. kuiburi ist wie andere Vipern giftig. Sie wird als nicht aggressiv bei vorsichtiger Annäherung beschrieben. Adulte Kui-Buri-Bambusottern wurden nachts auf Kalksteinfelsen beobachtet. Über ihre Beute in freier Wildbahn ist bisher nur bekannt, dass ein adultes Exemplar nach dem Einfangen einen Bogenfingergecko der Art Cyrtodactylus samroiyot erbrach. In Gefangenschaft aßen Kui-Buri-Bambusottern Geckos, Frösche und Mäuse, also ein breiteres Spektrum an kleinen Wirbeltieren. Bambusottern sind ovovivipar (ei-lebendgebärend).

## Verbreitungsgebiet
Das Verbreitungsgebiet der Kui-Buri-Bambusotter liegt auf dem thailändischen Teil der Malaiischen Halbinsel. Sie kommt im Süden des Nationalparks Khao Sam Roi Yot recht häufig vor. Eine Gefährdungseinstufung der IUCN liegt für die Art noch nicht vor (Stand Dezember 2022).

## Systematik
Die Kui-Buri-Bambusotter ist eine Art aus der Gattung der Bambusottern innerhalb der Unterfamilie der Grubenottern. Sie wurde erst 2021 von Sumontha et al. wissenschaftlich erstbeschrieben. Der Typenfundort ist der Unterbezirk Khao Daeng im Landkreis Kui Buri in der Provinz Prachuap Khiri Khan in Thailand. Das Artepitheton kuiburi bezieht sich auf den Landkreis, in dem sich der Typenfundort befindet. Entdeckt wurde die Art bei Feldforschungen im küstennahen Kalksteinmassiv von Khao Sam Roi Yot, da ihre ungewöhnlich bunte Färbung auffiel. Es wurden dabei zudem der ebenfalls endemische Samroiyot-Bogenfingergecko (Cyrtodactylus samroiyot) sowie der endemische Samroiyot-Blattfingergecko (Dixonius kaweesaki) neu entdeckt.
Innerhalb der Bambusottern gehört T. kuiburi zur Gruppe der Cryptelytrops-Bambusottern. Mittels Analyse von Cytochrom b und 16S rRNA wurde von Sumontha et al. für die Erstbeschreibung der Kui-Buri-Bambusotter ihr Verwandtschaftsgrad zu anderen Arten ermittelt. Demnach ist die Großaugen-Bambusotter (T. macrops) am nächsten verwandt mit der Kui-Buri-Bambusotter. Auch die aufgrund ihrer Musterung ähnlich aussehenden und ebenfalls in Thailand endemischen Arten der Bunten Bambusotter und Kanburi-Bambusotter sind nahe Verwandte.